# SNK Evropští demokraté
SNK Evropští demokraté (SNK ED), "SNK Europeiska demokrater", är ett litet liberalkonservativt politiskt parti i Tjeckien, bildat 2006. Partiet är inte medlem i något europeiskt parti och saknar Europaparlamentariker sedan Europaparlamentsvalet 2009. Mellan år 2004 och 2009 hade partiet tre mandat i Europaparlamentet, tillhörande Gruppen för Europeiska folkpartiet (kristdemokrater) och Europademokrater (EPP-ED). Partiet uppkom genom sammanslagningen av SNK sdružení nezávislých och Evropští demokraté.